# Sant’Eframo Nuovo kolostor (Nápoly)

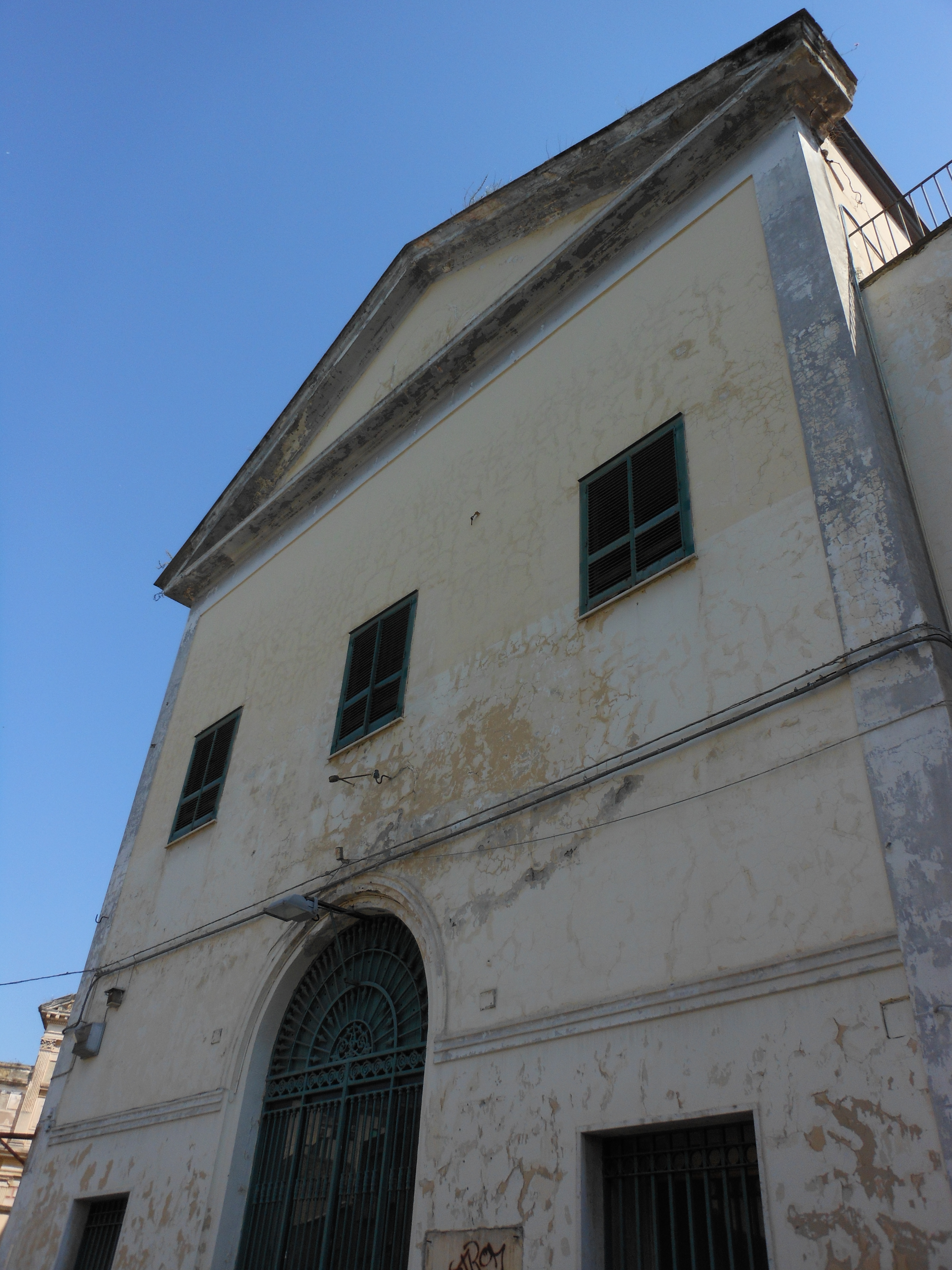
A kolostor templomának homlokzata

A Sant’Eframo Nuovo egy nápolyi kolostor a város Arenella nevű városrészében. A 16. század végén alapították a ferencesek. Az épület eredetileg egy gyógyszertárnak adott otthont. Többször is átépítették, mai klasszicista formáját egy 19. századi tűzvész után nyerte el. Miután a ferencesek elhagyták a katonaság tulajdonába került. Jelenleg a Pszichiátriai Kórház működik az épületben.

## További információ
- A Wikimédia Commons tartalmaz Sant’Eframo Nuovo kolostor témájú kategóriát.